# Reggio Calabria Filmfest
Il Reggio Calabria Filmfest è un festival cinematografico italiano che si svolge al teatro Francesco Cilea di Reggio Calabria.

## Storia
Ha inaugurato la propria attività nel 2005 per iniziativa della Minerva Pictures e del comune di Reggio Calabria.
Si occupa essenzialmente di mettere a confronto il cinema italiano di ieri e di oggi, attraverso omaggi e retrospettive ad autori del passato e una vetrina sulle opere più recenti, con alcune anteprime. Ha organizzato incontri con il mondo del cinema italiano. Viene inoltre attribuito il Premio Leopoldo Trieste a due interpreti emergenti del cinema italiano e il premio CortoReggio ai cortometraggi in concorso.
Nel 2023 si è svolta la 17ª edizione.

## Premi

### Premio Città di Reggio Calabria
- 2008: Federico Moccia e Massimo Boldi
- 2009: Luca Argentero
- 2011: Pupi Avati
- 2018: Federica Lucisano

### Premio Mediterranea
- 2008: Diego Abatantuono
- 2009: Raz Degan
- 2010: Riccardo Scamarcio

### PremioLeopoldo Triesteagli attori emergenti del cinema italiano
- 2006: Elena Bouryka
- 2008: Michela Quattrociocche
- 2009: Michele Riondino e Diane Fleri
- 2018: Lorenzo Zurzolo e Giulia Elettra Gorietti

### Premio RCFF alla carriera
- 2007: Carlo Verdone
- 2008: Giancarlo Giannini
- 2009: Eleonora Giorgi
- 2010: Lando Buzzanca
- 2011: Silvio Orlando

### International Award
- 2009: Abel Ferrara
- 2010: Bob Geldof[3]

### CortoRaro / CortoReggio
- 2008: Click di Greg Ferro e Greta Scarano
- 2009: The Dawn and the Embrace di Giacomo Triglia
- 2018: Amore Bambino di Giulio Donato

### Premio speciale RC Film Fest alla memoria
- 2009: Mino Reitano